# Röthelstein (bergstopp)
Röthelstein är en bergstopp i Österrike.   Den ligger i distriktet Bruck-Mürzzuschlag och förbundslandet Steiermark, i den östra delen av landet, 120 km sydväst om huvudstaden Wien. Toppen på Röthelstein är 1 263 meter över havet, eller 181 meter över den omgivande terrängen. Bredden vid basen är 1,1 km.
Terrängen runt Röthelstein är huvudsakligen kuperad. Närmaste större samhälle är Kapfenberg, 14,9 km nordväst om Röthelstein. 
I omgivningarna runt Röthelstein växer i huvudsak blandskog. Runt Röthelstein är det ganska tätbefolkat, med 108 invånare per kvadratkilometer.